# Военно-воздушные силы Уругвая
Военно-воздушные силы Уругвая (исп. Fuerza Aérea Uruguaya) — один из видов вооружённых сил Восточной Республики Уругвай.

## История
С 1973 года комплектование вооруженных сил в мирное время производится по найму. В 1974 - 1976 гг. общая численность ВВС составляла 2 тыс. человек.
Летом 1978 года Чили передала в виде военной помощи для ВВС Уругвая два снятых с вооружения учебно-боевых самолёта Т-6.
К 1980 году численность личного состава ВВС Уругвая была увеличена до 3 тыс. человек.
В 2015 году ВВС насчитывали 3 тыс. человек, 15 боевых самолётов, 20 транспортных самолётов, 22 учебных и вспомогательных самолёта, а также два разведывательных и 10 транспортных вертолётов.

## Пункты базирования
- 1-я авиабаза (исп. Base Aérea I)

Расположена в департаменте Канелонес и примыкает к международному аэропорту Карраско (используются те же ВПП). Имеется вместительный ангар и платформа для маневрирования. На базе размещена 1-я авиационная бригада, включающая в себя, среди прочих подразделений, 3-ю авиационную эскадрилью (транспортная) и 5-ю авиационную эскадрилью (вертолётная).
- 2-я авиабаза (исп. Base Aérea II)

Расположена на территории запасного аэропорта имени младшего лейтенанта Марио Паррайада (исп. Tte. 2º Mario Parrallada) (Санта Бернардина), в пределах пешей досягаемости от города Дурасно, в центральном Уругвае. На базе размещена 2-я авиационная бригада, имеющая в своём составе 1-ю авиационную эскадрилью (штурмовая) и 2-ю авиационную эскадрилью (истребительная).
- Военный аэродром имени капитана Боисо Лянса (исп. Aeródromo Militar Cap. Boiso Lanza),

Расположен на севере города Монтевидео, в нескольких километрах от центра. На нём располагается 3-я авиационная бригада.
- Военный аэродром имени генерала Артигаса (исп. Aeródromo Militar Gral. Artigas)

Находится вблизи города Пандо (департамент Канелонес). Лётчики ВВС Уругвая проходят здесь подготовку, и обучаются пилотированию различных типов самолётов. На аэродроме проводится начальная лётная подготовка. Дальнейшее обучение осуществляется на 2-й авиабазе в Дурасно.

## Боевой состав
| Обозначение формирования или части | Вооружение и оснащение | Место расположения |
| ---------------------------------- | ---------------------- | ------------------ |
| 1-я воздушная бригада              |                        | Монтевидео         |
| 2-я воздушная бригада              |                        | Дурасно            |
| 3-я воздушная бригада              |                        | Монтевидео         |

## Техника и вооружение
Данные о технике и вооружении ВВС Уругвая взяты со страницы журнала Aviation Week & Space Technology.

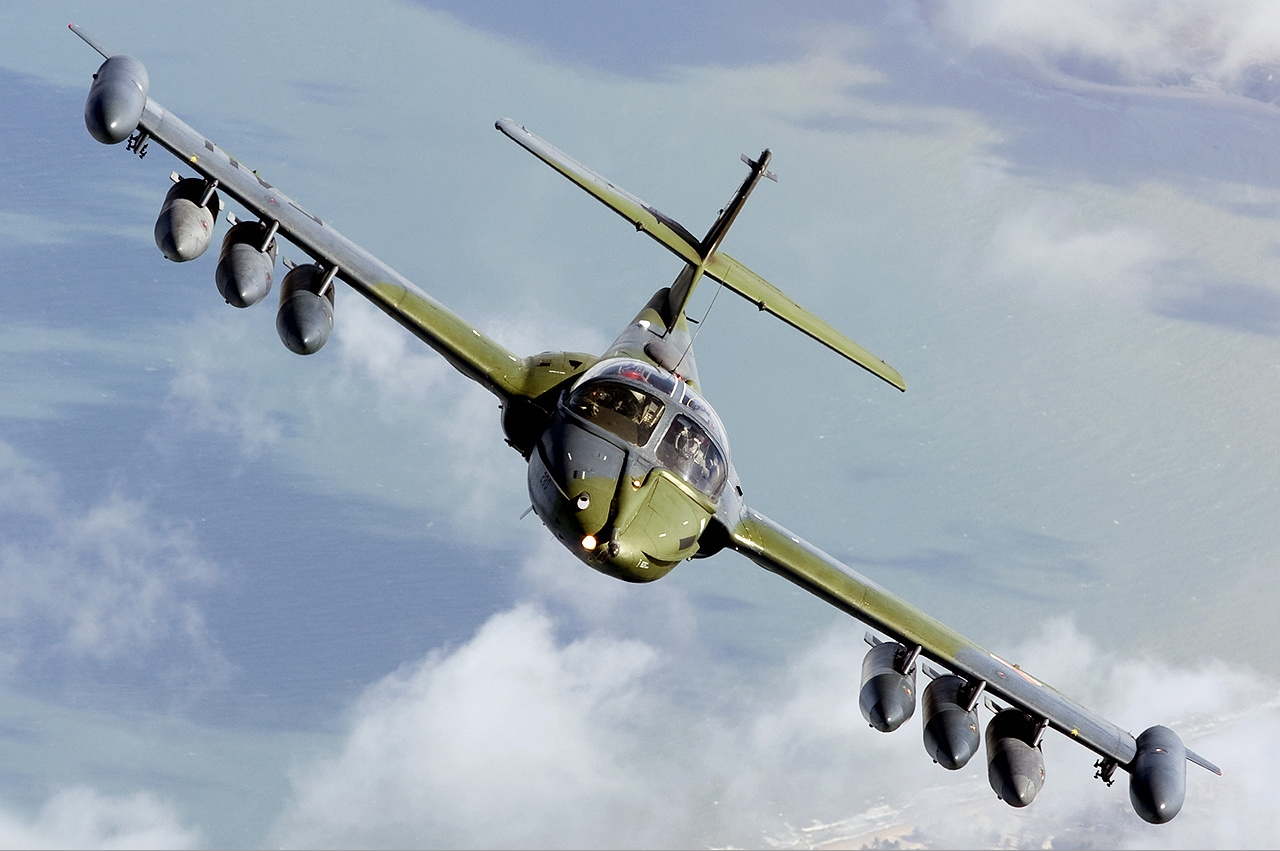
Cessna OA-37B

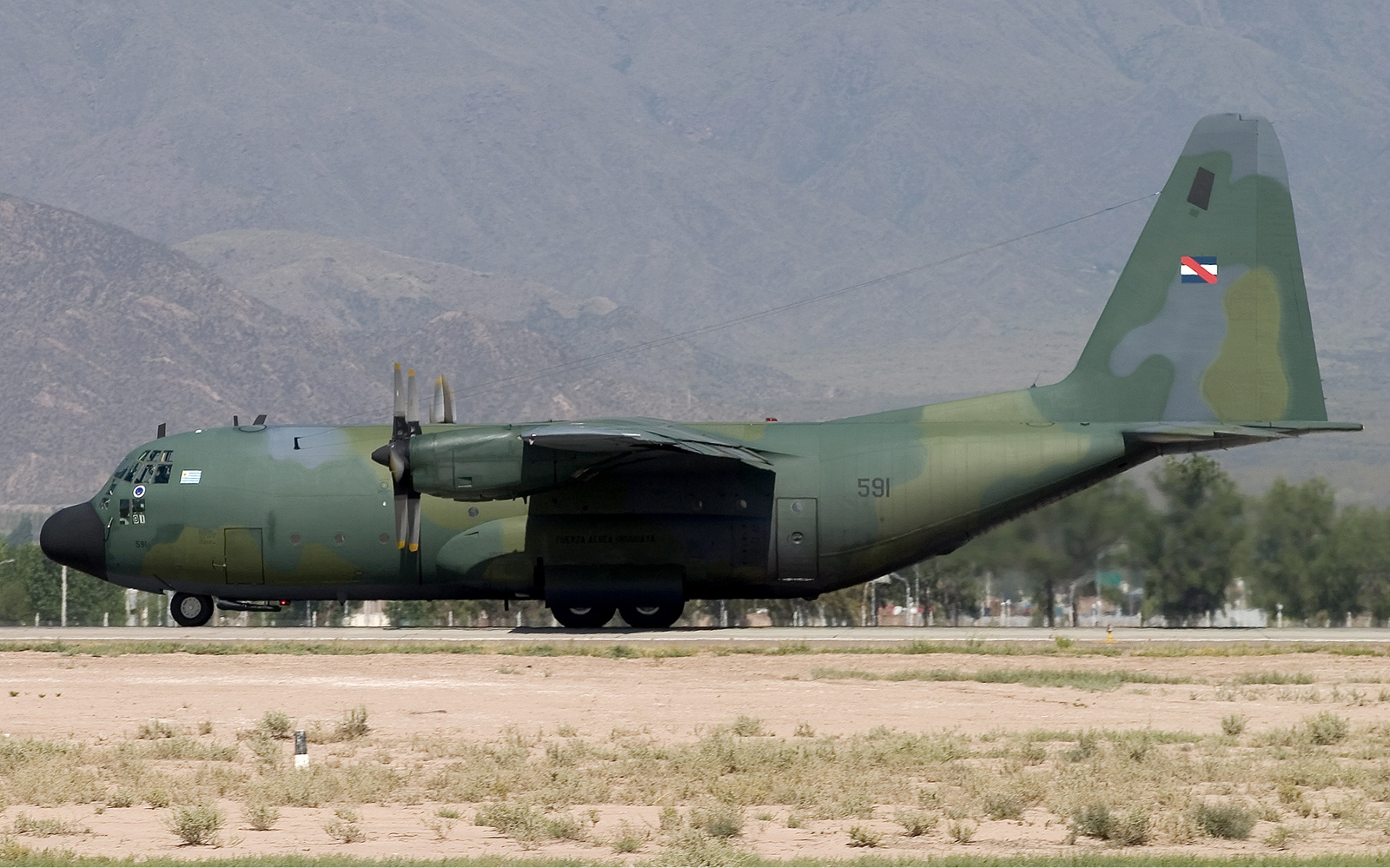
C-130B Hercules

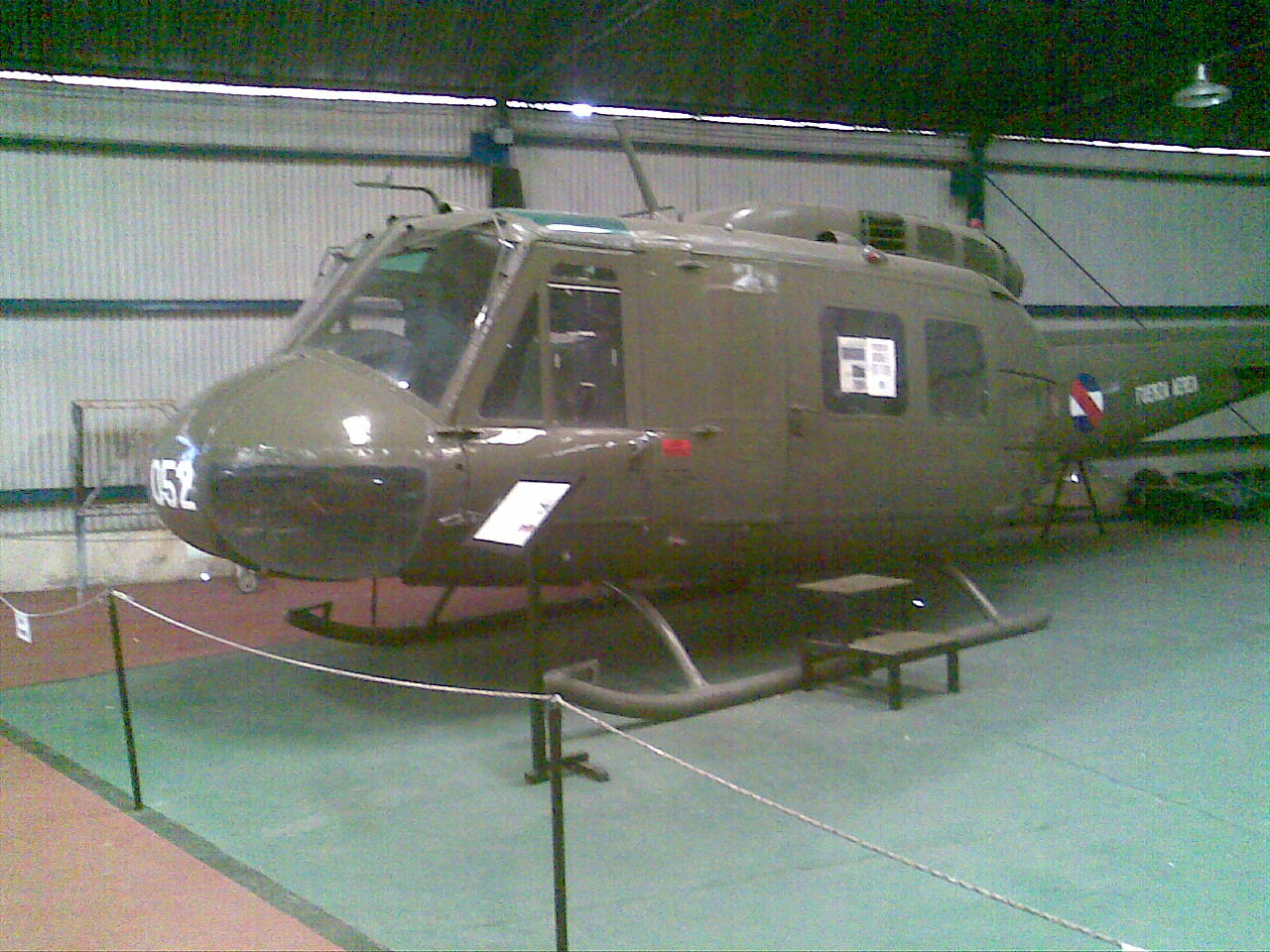
UH-1H Iroquis

| Тип                           | Производство     | Назначение             | Количество      | Примечания      |                 |
| Боевые самолёты               | Боевые самолёты  | Боевые самолёты        | Боевые самолёты | Боевые самолёты | Боевые самолёты |
| ----------------------------- | ---------------- | ---------------------- | --------------- | --------------- | --------------- |
| Cessna A-37B                  | США              | лёгкий штурмовик       | 11              |                 |                 |
| FMA IA 58B                    | Аргентина        | лёгкий штурмовик       | 5               |                 |                 |
| Транспортные самолёты         |                  |                        |                 |                 |                 |
| CASA C-212-200                | Испания          | транспортный самолёт   | 3               |                 |                 |
| Cessna 206                    | США              | общего назначения      | 11              |                 |                 |
| Embraer EMB 110B1             | Бразилия         | наблюдательный самолёт | 1               |                 |                 |
| Embraer EMB 110C              | Бразилия         | транспортный самолёт   | 2               |                 |                 |
| Embraer EMB 120RT             | Бразилия         | транспортный самолёт   | 1               |                 |                 |
| Lockheed C-130B               | США              | транспортный самолёт   | 2               |                 |                 |
| Raytheon Baron 58             | США              | общего назначения      | 2               |                 |                 |
| Учебные самолёты              |                  |                        |                 |                 |                 |
| Aermacchi SF.260E             | Италия           | учебно-боевой          | 12              |                 |                 |
| Cessna T-41D                  | США              | учебно-тренировочный   | 4               |                 |                 |
| Pilatus PC-7U                 | Швейцария        | учебно-боевой          | 6               |                 |                 |
| Вертолёты                     |                  |                        |                 |                 |                 |
| Bell Helicopter Textron 212   | США              | многоцелевой вертолёт  | 4               |                 |                 |
| Bell Helicopter Textron UH-1H | США              | многоцелевой вертолёт  | 6               |                 |                 |
| Eurocopter AS365 N2           | Франция Германия | многоцелевой вертолёт  | 1               |                 |                 |
| Westland Wessex HC.Mk 2       | Великобритания   | многоцелевой вертолёт  | 1               |                 |                 |

## Опознавательные знаки

Опознавательный знак ВВС Уругвая
Знак на киль

## Знаки различия

### Генералы и офицеры
| Категории               | Генералы          | Генералы      | Генералы | Старшие офицеры | Старшие офицеры | Старшие офицеры | Младшие офицеры | Младшие офицеры   | Младшие офицеры |
| ----------------------- | ----------------- | ------------- | -------- | --------------- | --------------- | --------------- | --------------- | ----------------- | --------------- |
|                         | 30px              | 30px          | 30px     | 30px            | 30px            | 30px            | 30px            | 30px              | 30px            |
| Уругвайское звание      | '                 | '             | '        | '               | '               | '               | '               | '                 | '               |
| Российское соответствие | Генерал-лейтенант | Генерал-майор | нет      | Полковник       | Подполковник    | Майор           | Капитан         | Старший лейтенант | Лейтенант       |

### Сержанты и солдаты
| Категории               | Подофицеры        | Подофицеры | Подофицеры | Сержанты и старшины | Сержанты и старшины | Сержанты и старшины | Сержанты и старшины | Солдаты  | Солдаты |
| ----------------------- | ----------------- | ---------- | ---------- | ------------------- | ------------------- | ------------------- | ------------------- | -------- | ------- |
|                         | 30px              | 30px       | 30px       | 30px                | 30px                | 30px                | 30px                | 30px     | 30px    |
| Уругвайское звание      | '                 | '          | '          | '                   | '                   | '                   | '                   | '        | '       |
| Российское соответствие | Старший прапорщик | Прапорщик  | нет        | Старшина            | Старший сержант     | Сержант             | Младший сержант     | Ефрейтор | Рядовой |